# Marie-Christine Barrault
Marie-Christine Barrault, född 21 mars 1944 i Paris, är en fransk skådespelare.
Barrault har bland annat medverkat i filmerna Min natt med Maud och Stardust Memories. Hon har även medverkat i TV-serien Fiasco.

## Filmografi (i urval)
- 1969 – Min natt med Maud
- 1970 – Le Distrait
- 1975 – Cousin, cousine
- 1980 – Stardust Memories
- 1985 – Le Soulier de satin
- 2024 – Fiasco (TV-serie)